# 304 (numero)
Trecentoquattro (304) è il numero naturale dopo il 303 e prima del 305.

## Proprietà matematiche
- È un numero pari.
- È un numero composto con 10 divisori: 1, 2, 4, 8, 16, 19, 38, 76, 152, 304. Poiché la somma dei suoi divisori (escluso il numero stesso) è 316 > 304, è un numero abbondante.
- È un numero semiperfetto e anche un numero semiperfetto primitivo.
- È un numero nontotiente (per cui la equazione φ(x) = n non ha soluzione).
- È la somma di otto primi consecutivi (304 = 23+29+31+37+41+43+47+53).
- È parte delle terne pitagoriche (228, 304, 380), (297, 304, 425), (304, 570, 646), (304, 690, 754), (304, 1197, 1235), (304, 1428, 1460), (304, 2880, 2896), (304, 5772, 5780), (304, 11550, 11554), (304, 23103, 23105).
- È un numero intoccabile.
- È un numero pratico.

## Astronomia
- 304P/Ory è una cometa periodica del sistema solare.
- 304 Olga è un asteroide della fascia principale del sistema solare.

## Astronautica
- Cosmos 304 è un satellite artificiale russo.